# خاویر ایرورتا
خاویر ایرورتا (انگلیسی: Javier Irureta؛ زادهٔ ۱ آوریل ۱۹۴۸) یک ورزشکار اهل اسپانیا است.
از باشگاه‌هایی که در آن بازی کرده‌است می‌توان به اتلتیک بیلبائو و اتلتیکو مادرید، اشاره کرد.
وی همچنین در تیم ملی فوتبال زیر ۲۳ سال اسپانیا و تیم ملی فوتبال اسپانیا بازی کرده است.